# Tarasówka (rejon tarnopolski)
Tarasówka – wieś na Ukrainie w rejonie tarnopolskim należącym do obwodu tarnopolskiego.
Do 2020 w rejonie zbaraskim.